# Thermische reactor
Een thermische reactor is het meest voorkomende type kernreactor. Dit type reactor bevat modererende stoffen om de snelheid van neutronen te beperken tot die van langzame thermische neutronen (vrije neutronen met een kinetische energie van ongeveer 0,025 eV) om zo de kans te vergroten dat uranium-235 splijt wanneer het wordt gebombardeerd met neutronen en zo minder neutronen gevangen worden door uranium-238.
Snelle neutronenreactoren zijn een efficiëntere vorm van kernreactoren en zorgen voor minder radioactief afval. Dit type gebruikt geen moderator, maar vloeibare metalen als natrium voor het koelen.